# Dives in Misericordia
Dives in Misericordia (lat. Bogat milosrđem) je druga enciklika pape Ivana Pavla II. objavljena 30. studenog 1980. godine. Ona se bavi Božjim milosrđem iz prispodobe o Izgubljenom sinu, a također i o potrebi za milosrđem kod ljudi.
Enciklika je drugi dio triptiha o Presvetom Trojstvu nakon enciklike Redemptor hominis napisane 1979. godine, a nekoliko godina kasnije (1986.) objavljena je i enciklika Dominum et Vivificantem. 
Ideja Božjeg milosrđa je vrlo bliska Ivanu Pavlu II. On je imao snažnu ljubav prema Božjem milosrđu, a pobožnost potječe od časne sestre sv. Faustine Kowalske, koju je Papa proširio na cijelu Katoličku Crkvu u 2000. godini, utemeljivši Blagdan Božanskog Milosrđa. 
Papina druga enciklika ispituje svjetske probleme započete u njegovoj prvoj enciklici Redemptor hominis, uključujući i rastuću militarizaciju, tiraniju, glad i svakodnevne probleme osobnog života. On uči da je jedini autentični kršćanski odgovor na te probleme preko ljubavi od strane Božjega milosrđa, pogotovo što se otkriva u ljubavi Boga Oca u Trojstvu.
Papa stavlja poseban naglasak na Isusovo učenje pomaganja siromašnima, bolesnima, grešnicima i odbačenima: "Posebno preko njegova stila života i djela, Isus otkriva da je ljubav prisutna u svijetu u kojem živimo." Ta ljubav se posebno primijećuje u kontaktu s patnjom. "Povezivanje toga s Isusovom tvrdnjom da "Onaj tko je Njega vidio, vidio je i Oca" Ivan Pavao II. ističe da to otkriva sličnu milosrdnu ljubav za sve u svijetu, posebno onima koji trpe. Papa Ivan Pavao II. stavlja naglasak na prispodobu o Izgubljenom sinu kao osobito jasnu ilustraciju Božjeg milosrđa prema čovjeku.
Papa Ivan Pavao II. kasnije je opisao encikliku kao zajedničko istraživanje otajstva Boga i otajstva stvaranja, posebno otajstva čovjeka. To će također povezati sa svojim iskustvom iz svoje domovine Poljske i "ideologije zla" pod kojima se podrazumijevaju nacizam i komunizam. Za Papu "jedina istina koja se suprotstavila zlu tih ideologija je u tome što je Bog milosrdan - to je istina o milosrdnom Kristu. To je razlog zašto, kada sam bio pozvan na Petrovoj Stolici, snažno osjetio potrebu da prenesem iskustva iz moje domovine, ali koja pripadaju i blagu sveopće Crkve."